# شرکت ملی نفت اوگاندا
شرکت ملی نفت اوگاندا (انگلیسی: Uganda National Oil Company) شرکت دولتی نفت و گاز اوگاندا است، که در سال ۲۰۱۴ تأسیس شد.